# Omar Ali Saifuddin II
Omar Ali Saifuddin II, né le 3 février 1799 à Bandar Brunei et mort le 20 novembre 1852 dans la même ville, est le vingt-troisième sultan de Brunei. Il règne de 1829 à sa mort.